# Andrea Giganti
Andrea Giganti (1731 - 1787) fue un arquitecto italiano del barroco siciliano. 
Nació en Trapani, y en su juventud estudió arquitectura con Giovanni Biagio Amicon (1684-1754). Posteriormente Giganti fue patrocinado por el obispo de Mazara del Vallo, Giuseppe Stella, con quien viajó a Palermo para estudiar en el seminario y ser luego ordenado sacerdote. 
Luego de la ordenación tuvo acceso a la familia del Príncipe de Scordia, miembro de la aristocracia siciliana, con quien estuvo empleado al mismo tiempo como confesor y arquietecto, trabajando en las varias mansiones de los Scorda.
Algunos edificios en el estilo barroco diseñados por Giganti incluyen la Villa Galetti en Bagheria, la Villa Ventimiglia en Mezzo-Monreale, la Iglesia de San Pablo de los Jardineros, y el estrado y el altar mayor de la iglesia de San Salvador en Palermo.
Como experimentado ingeniero, Giganti fue también responsable por el diseño y construcción de varios puentes. Hacia el final de su vida comenzó a dejar de lado el estilo barroco en favor del más simple necolásico.
- Datos: Q2846346
- Multimedia: Andrea Giganti / Q2846346